# Skriveni Markovljev model
Skriveni Markovljev model (HMM) je statistički Markovljev model u kome se podrazumeva da je modelovani sistem Markovljev proces sa neopaženim (skrivenim) stanjima. HMM se može smatrati najjednostavnijom dinamičkom Bajesovom mrežom. Matematičku zaleđinu HMM-a je razvio L. E. Baum sa saradnicima. HMM je blisko srodan sa ranijim radom na optimalnom nelinearnom problemu filtriranja koji je objavio Ruslan L. Stratonović, i pri tom prvi opisao dvosmernu proceduru.
U regularnom Markovljevom modelu, stanje je direktno vidljivo za posmatrača, i stoga su verovatnoće tranzicije stanja samo parameteri. U skrivenom Markovljevom modelu, stanja nisu direktno vidna, ali je učinak, koji je zavistan od stanja, vidan. Svako stanje ima verovatnoću distribucije preko mogućih izlaznih tokena. Stoga sekvenca tokena koje HMM generiše daje izvesnu informaciju o sekvenci stanja. Atribut 'skriven' se odnosi na sekvencu stanja kroz koja model prolazi, a ne na parametre modela. Čak i ako su parametri modela precizno poznati, model je još uvek 'skriven'.
Skriveni Markovljevi modeli su posebno poznati po njihovoj primeni u temporalnim obrascima prepoznavanja kao što je govor, rukopis, gestikulacija, čitanje partiture, parcijalna pražnjenja i bioinformatika.
Skriveni Markovljev model se može smatrati generalizacijom modela smeše gde su skrivene promenljive (ili latentne promenljive), koje kontrolišu komponente smeše da se izaberu za svaku opservaciju, povezane putem Markovljevog procesa umesto da su međusobno nezavisne.

## Opis
U njegovoj diskretnoj formi, skriveni Markovljev proces se može prikazati kao generalizacija problema urni: Duh je u sobi koja nije vidljiva za posmatrača. U toj skrivenoj sobi postoje urne X1, X2, X3, ... svaka od kojih sadrži poznatu smešu kugli, svaka kugla je obeležena sa y1, y2, y3, ... . Duh bira urnu i nasumice bira kuglu iz nje. On je zatim stavi na pokretnu traku, gde posmatrač može da vidi sekvencu kugli, ali ne i sekvencu urni iz kojih su izabrane. Duh ima neku proceduru da izabere urne; izvor urne za n-tu kuglu zavisi samo od randomnog broja i izvora urne za (n − 1)-tu kuglu. Izbor urne nije direktno zavistan od urni izabranih pre jedne prethodne urne; stoga se to naziva Markovljevim procesom. On se može opisati gornjim delom Slike 1.
Sam Markovljev proces se ne može videti, jedino je sekvenca kugli vidna, tako da se ovaj aranžman naziva skrivenom Markoljevim procesom. To je ilustrovano donjim delom dijagrama na Slici 1, gde se može videti da kugle y1, y2, y3, y4 mogu da budi izvučene u svakom stanju. Čak i ako posmatrač zna sadržaj urni i treba da posmatra samo sekvencu od tri kugle, e.g. y1, y2 i y3 na pokretnoj traci, posmatrač još uvek ne može da bude siguran iz koje urne (i.e., iz kojeg stanja) je duh izabrao za treću kuglu. Međutim, posmatrač može da odredi druge detalje, kao što je identitet urne iz koje je duh najverovatnije izabrao treću kuglu.

## Dodatna literatura
- Teif, Vladimir B.; Rippe, Karsten (2010). „Statistical–mechanical lattice models for protein–DNA binding in chromatin”. J. Phys.: Condens. Matter. 22 (41): 414105. Bibcode:2010JPCM...22O4105T. PMID 21386588. arXiv:1004.5514 . doi:10.1088/0953-8984/22/41/414105.

## Spoljašnje veze
{{Columns-list|2|
-{

### Koncepti
- A Revealing Introduction to Hidden Markov Models by Mark Stamp, San Jose State University.
- Fitting HMM's with expectation-maximization - complete derivation
- Switching Autoregressive Hidden Markov Model (SAR HMM)
- A step-by-step tutorial on HMMs (University of Leeds)
- Hidden Markov Models (an exposition using basic mathematics)
- Hidden Markov Models (by Narada Warakagoda)
- Hidden Markov Models: Fundamentals and Applications Part 1, Part 2 (by V. Petrushin)

### Softver
- HMMdotEM General Discrete-State HMM Toolbox
- Hidden Markov Model (HMM) Toolbox for Matlab (by Kevin Murphy)
- Hidden Markov Model Toolkit (HTK) (a portable toolkit for building and manipulating hidden Markov models)
- Hidden Markov Model R-Package
- GHMM Library (home page of the GHMM Library project)
- CL-HMM Library (HMM Library for Common Lisp)
- Jahmm Java Library (general-purpose Java library)
- HMM and other statistical programs
- The hmm package
- GT2K Georgia Tech Gesture Toolkit (referred to as GT2K)
- Hidden Markov Models -online calculator for HMM

}- }}